# Tuna-Hästbergs gruva

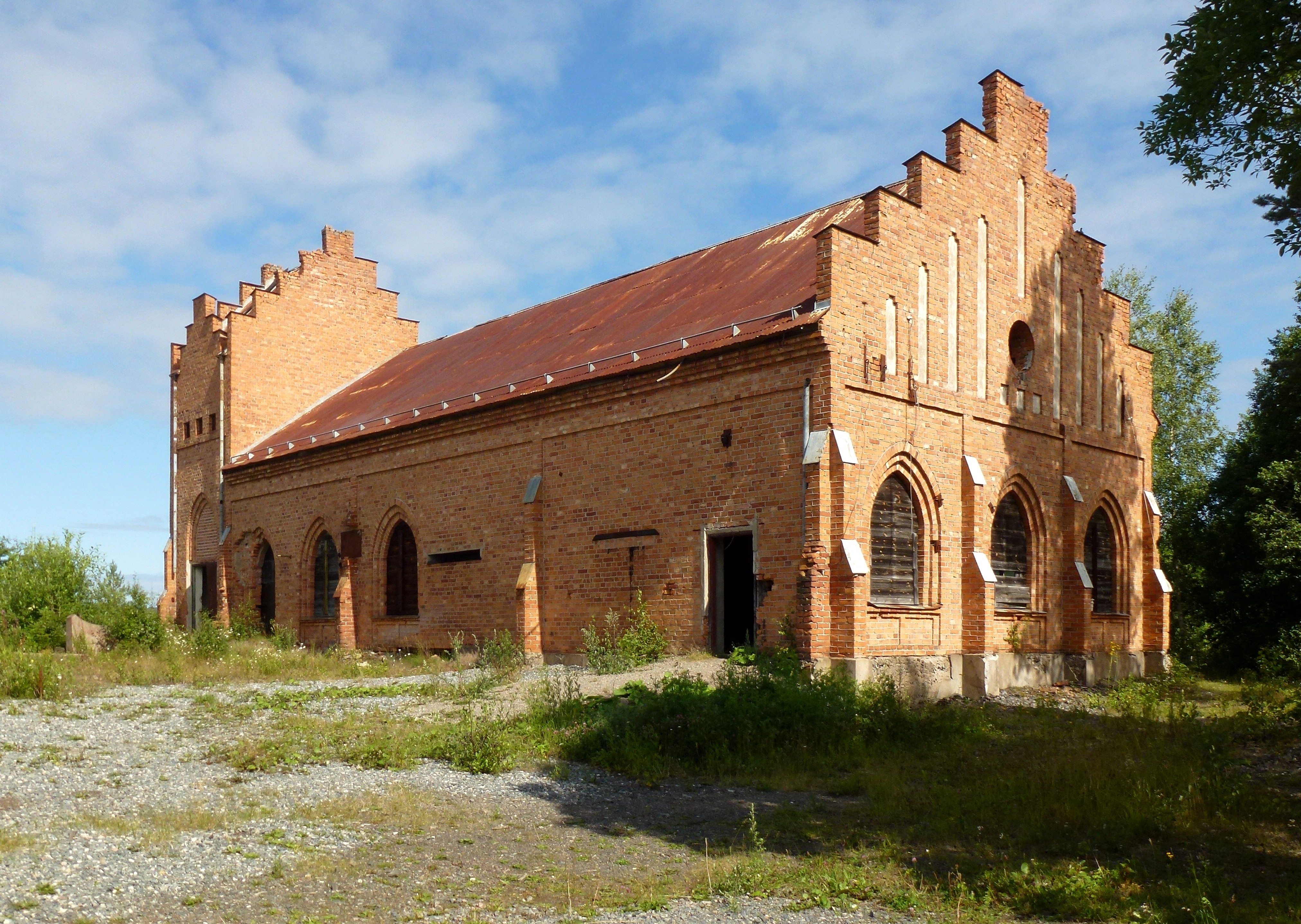
Maskinhuset från 1920.

Tuna-Hästbergs gruva är en sedan 1968 nedlagd järnmalmsgruva i Tuna-Hästberg i Dalarnas län. Gruvverksamheten i Tuna-Hästberg har förekommit från 1400-talet. Sedan 2009 bedriver en ekonomisk förening guidad besöksverksamhet, "Äventyrsgruvan Tuna Hästberg", i den gamla gruvan.

## Historik

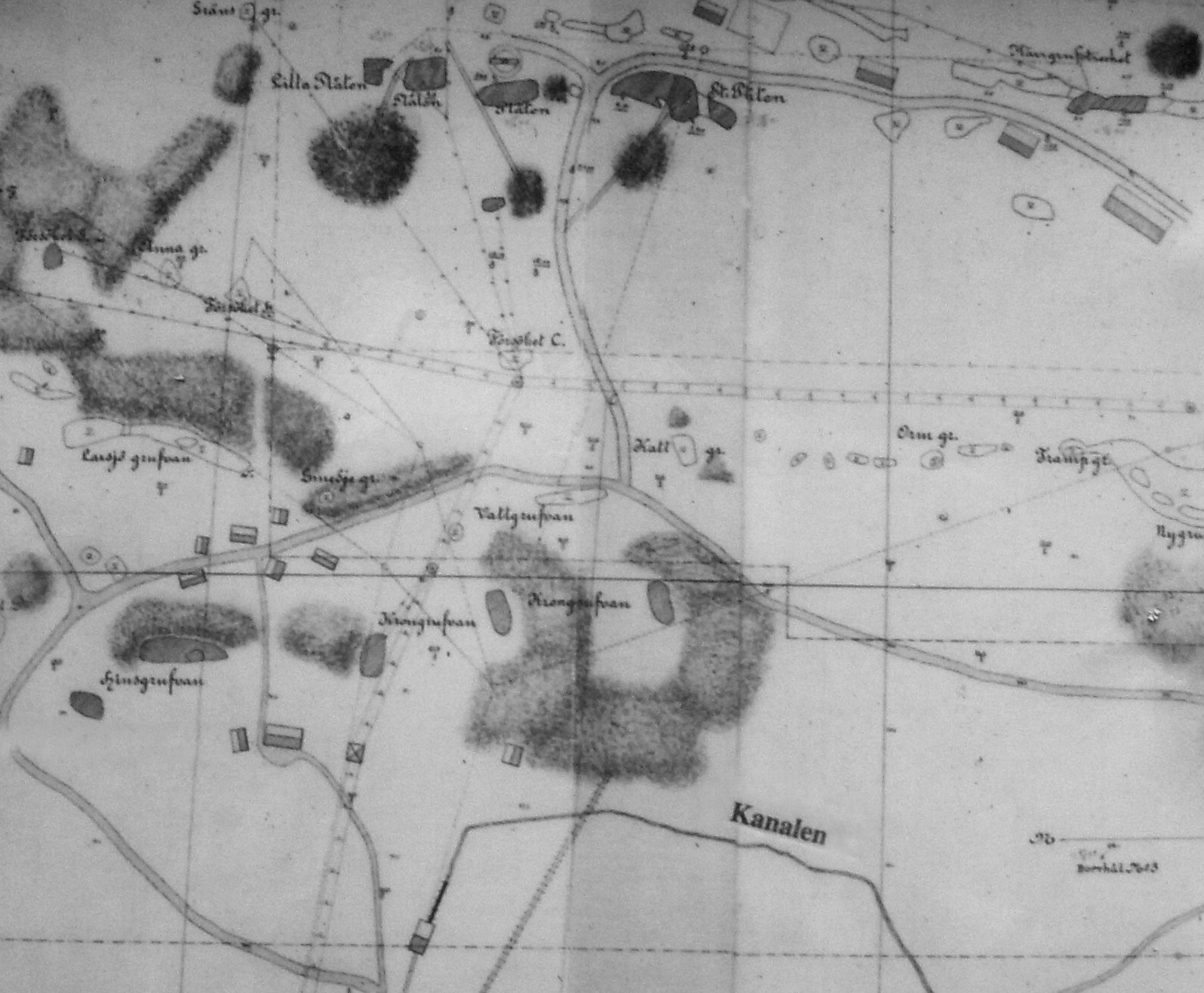
Gruvområdet på 1800-talets slut.

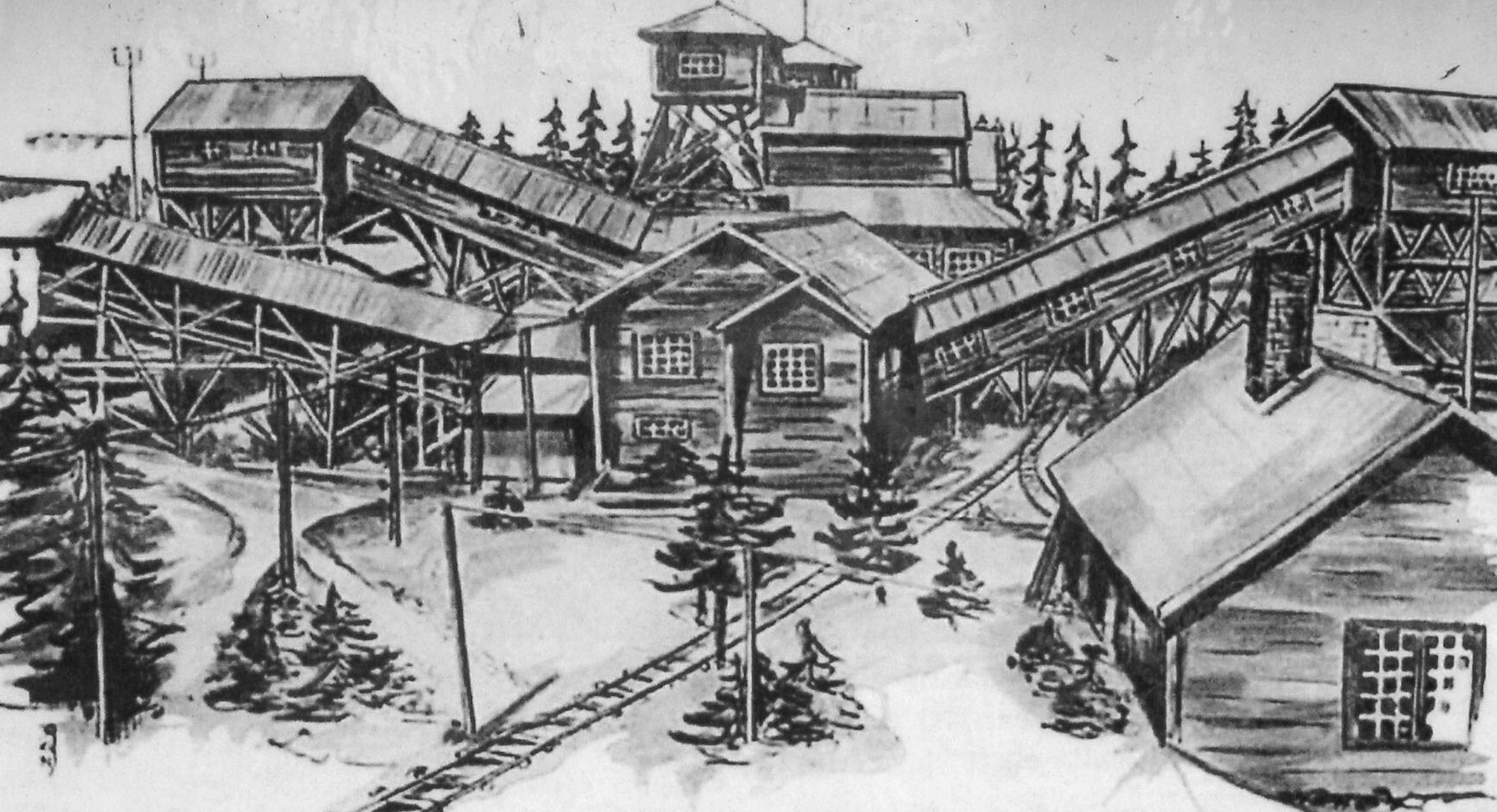
Den gamla anläggningen på berget.

Malmen i Tuna-Hästbergsfältet är manganrik och malmkroppen sträcker sig i sydvästlig/nordöstlig riktning samt stupar 30-40 grader mot sydöst. Gruvverksamheten i Tuna-Hästberg har förekommit från 1400-talet. På medeltiden var brytningen blygsam och utfördes ofta av jordägarna själva. Malmen bröts i många små gruvhål och arbetet kunde bara utföras under sommarhalvåret. Mellan 1648 och 1893 hade cirka 370 000 ton malmförande berg tagits upp.
För att öka gruvans effektivitet genomfördes åren 1882 till 1883 ett större kanalprojekt. Då handgrävdes en 1810 meter lång kanal som skulle föra vatten från sjön Långhagen till gruvområdet. Vattnet skulle driva flera vattenhjul som i sin tur överförde kraften via stånggångar till gruvan. Där nyttjades kraften för uppfordring av malm och vatten. Det största vattenhjulet hade en diameter på 10,95 meter. Anläggningen existerade fram till 1915, då hade elektriciteten revolutionerad kraftöverföringen över längre sträckor.
På grund av den dåliga konjunkturen för järnmalm under 1800-talets slut låg driften helt nere. 1903 blev Gruvaktiebolaget Dalarne ägare till gruvorna inklusive gruvrättigheterna. 1915 började brytningen igen och 1920 hade bolaget 271 anställda. Genom elektrifieringen kunde gruvan drivas effektivare än tidigare. Den delvis bevarade stora röda tegelbyggnaden i nygotisk stil var spelhuset där ett hissmaskineri för såväl personal och malmtransport var uppställd. Från spelen gick linor ut genom byggnaden via brytskivor vid lavarna ned till hisskorgarna i schakten. En linbana fraktade malmen till anrikningsverket i Bockmossen.
Under mellankrigstiden låg gruvdriften nere igen. Först 1936 kom brytning och försäljning igång i större omfattning, nu genom den nye ägaren  Domnarvets Järnverk. En stor kund var Tyskland som behövde järnmalm för sin upprustning, speciellt intressant var den svenska manganhaltiga malmen.
Fram till mitten av 1950-talet var gruvverksamheten koncentrerad till de gamla anläggningarna på höjden norr om samhället Tuna-Hästberg. Behovet av järnmalm var stor i efterkrigstidens Europa och ett nytt schakt ner till 560 meter nivån (kallat Karl Rutbergs schakt) började anläggas vid Broheden inne i samhället. Allteftersom de nya anläggningarna vid Karl Rutbergs schakt blev färdigställda flyttades verksamheten dit.
Verksamheten vid de nya anläggningarna vid Karl Rutbergs schakt blev inte långvarig. Redan efter 18 år, när Domnarvets Järnverk upphörde att köpa Hästbergsmalmen och inga andra kunder gick att hitta lades gruvan ner och en 550-årig gruvepok gick till ända. Från 1916 fram till nedläggningen 1968 hade totalt 5,6 miljoner tom malm tagits upp ur Tuna-Hästbergs gruva.
Kvar ovan jord finns hisstornet över det cirka 600 m djupa vertikala schaktet, kross- och anrikningsverket samt kontoret med lokalerna för omklädningsrum, förråd och verkstäder. Under jord ligger stora kvantiteter malm kvar. Utförda undersökningar med provborrningar har konstaterat manganhaltig malm ner till ungefär 1000–1100 m djup.

## Bilder

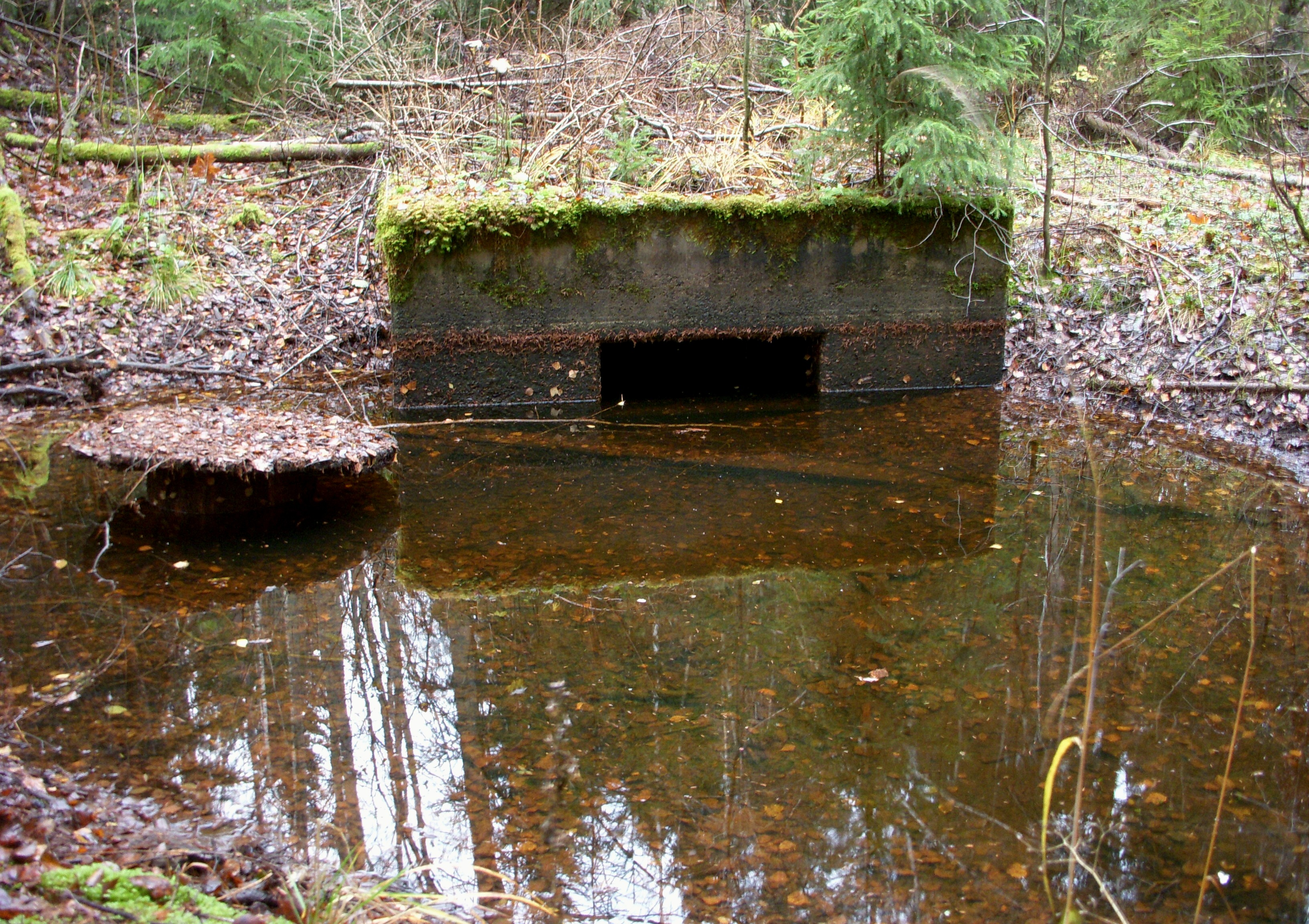
Rester av kanalen, oktober 2011.
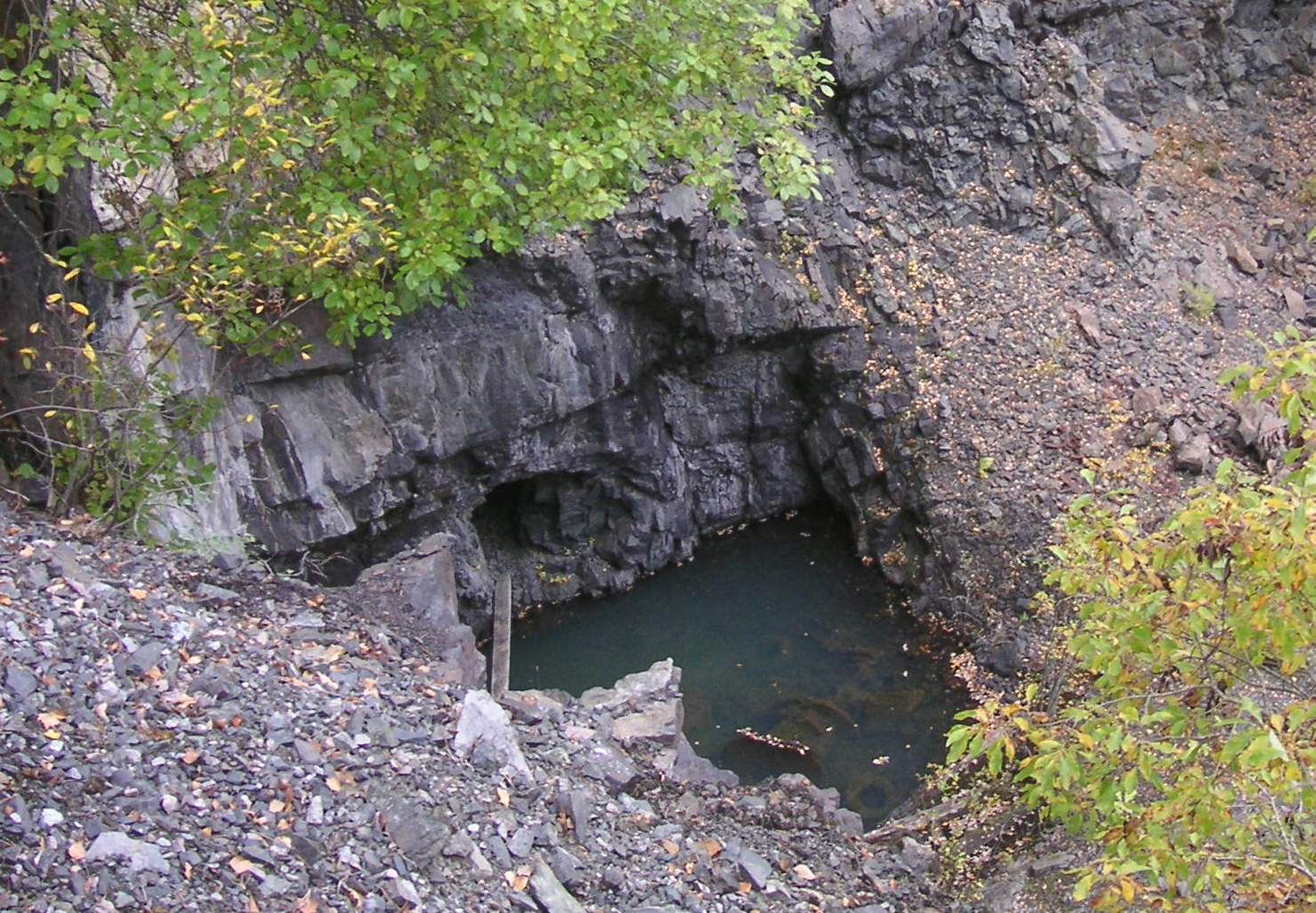
Gruvhål, oktober 2010.
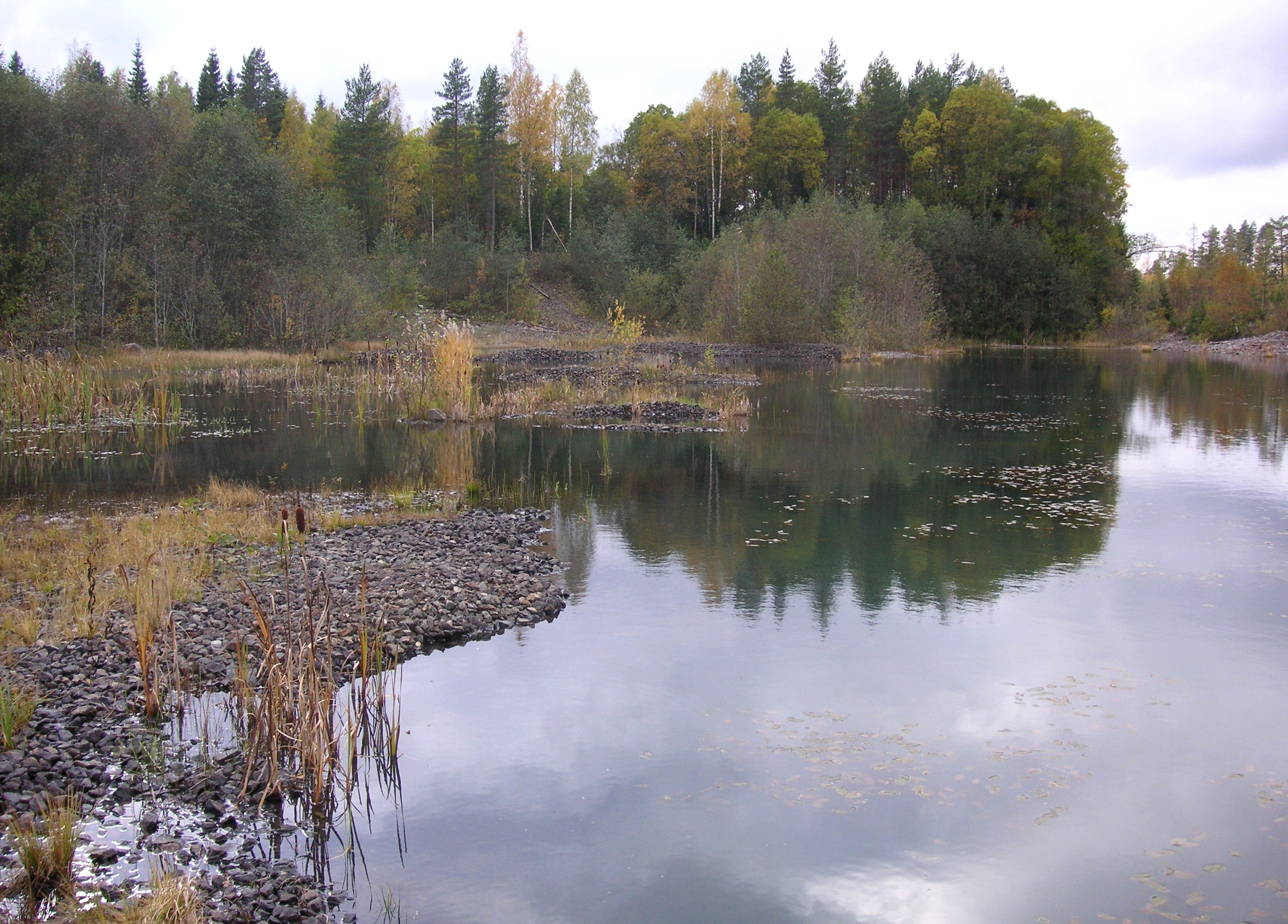
Skålgruvtjärnen 2011.
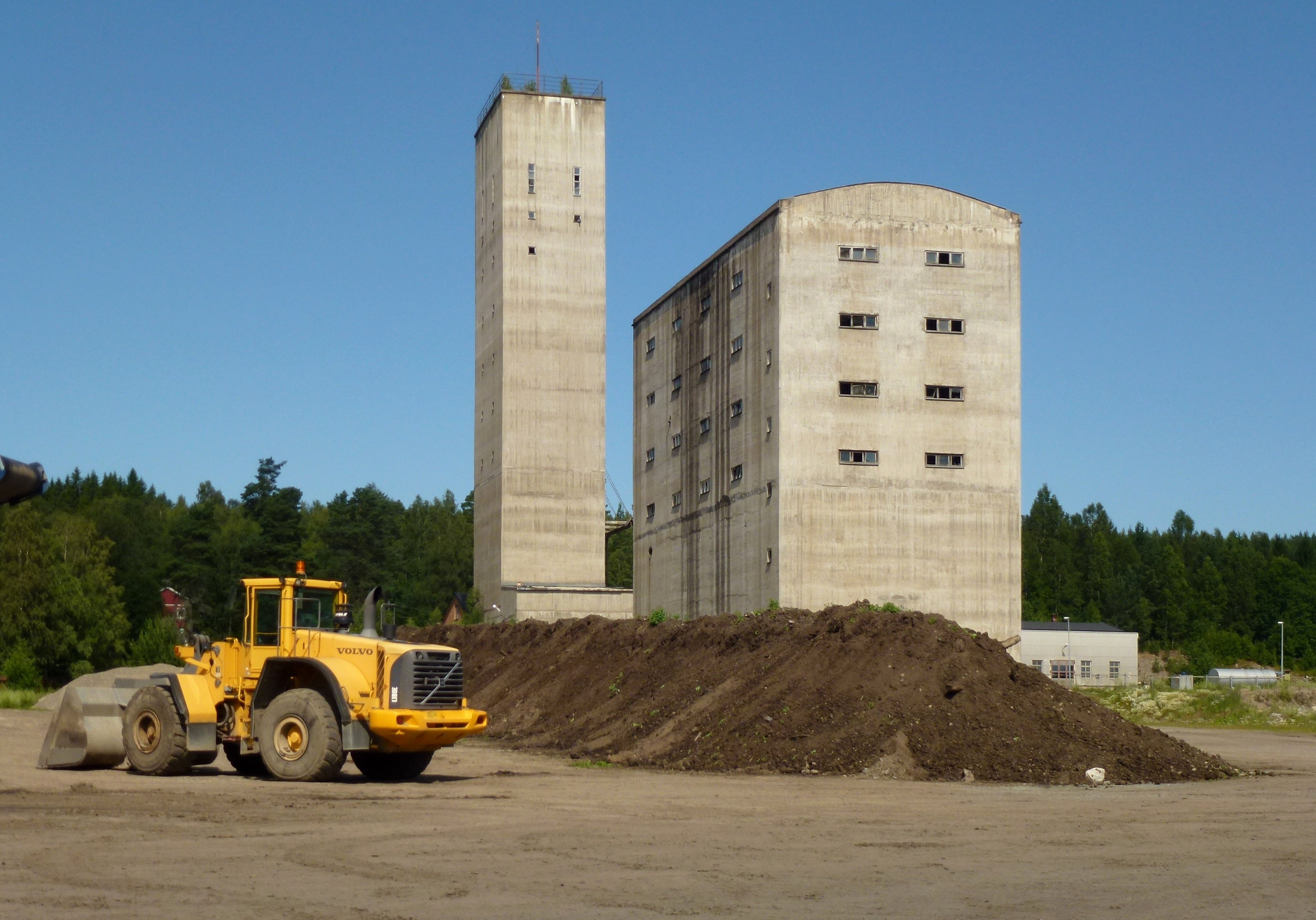
Anläggningen vid Karl Rutbergs schakt, 2012.

## Verksamheten idag

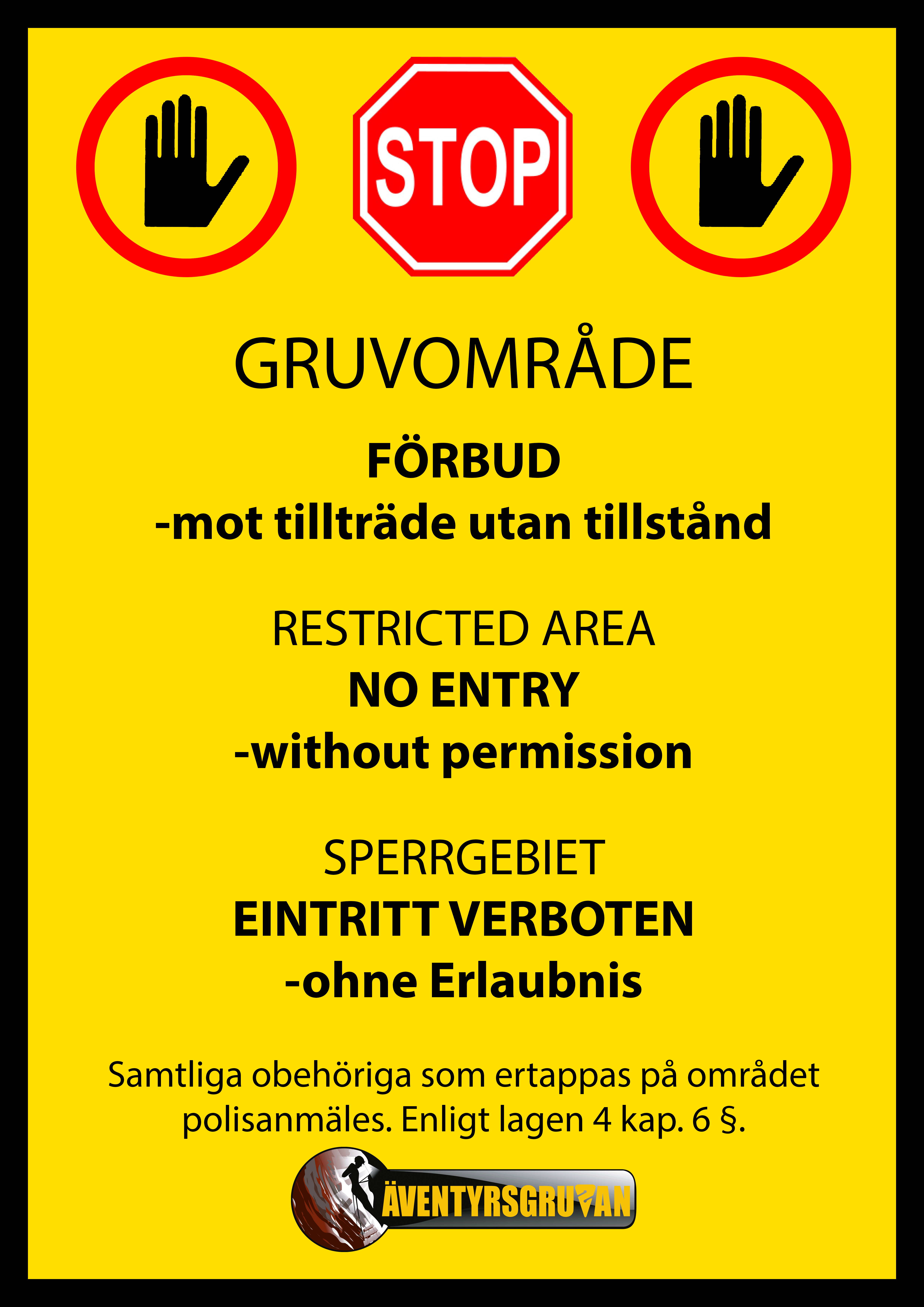
Gruvområde förbudsskylt

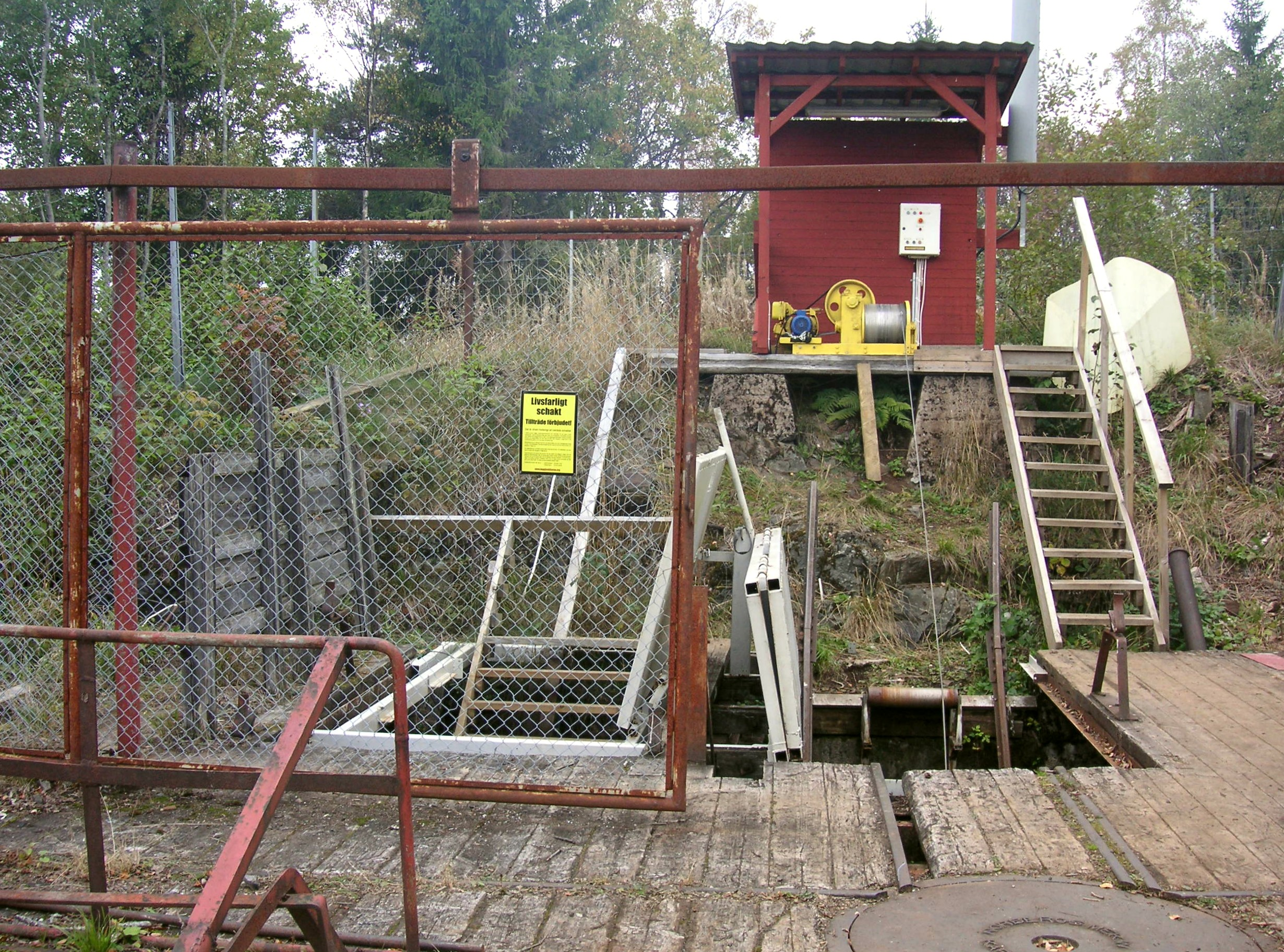
Utredning och dykning pågår, 2010.

Gruvan är vattenfylld upp till 85 m djup. I de gamla kontors- och verkstadslokalerna från 1960-talet pågår numera verksamhet av annat slag. Företaget 'Tuna-Hästbergs Gruva' har verksamhet som innefattar krossning och sortering av grus och makadam, samt blandning och tillverkning av planteringsjord.
I de gamla gruvhålen på berget ovanför byn Tuna-Hästberg där brytningen pågick fram till 1950-talet finns  besöksverksamheten "Äventyrsgruvan i Tuna Hästberg". Gruvan presenterades i november 2009 i Sveriges televisions program "Hemliga svenska rum".
Ovan jord finns en 1700 meter lång promenadslinga som leder besökaren till gruvhål och rester av anläggningar från flera epoker i Tuna-Hästbergs gruvas historia.

## Bilder, besöksgruvan

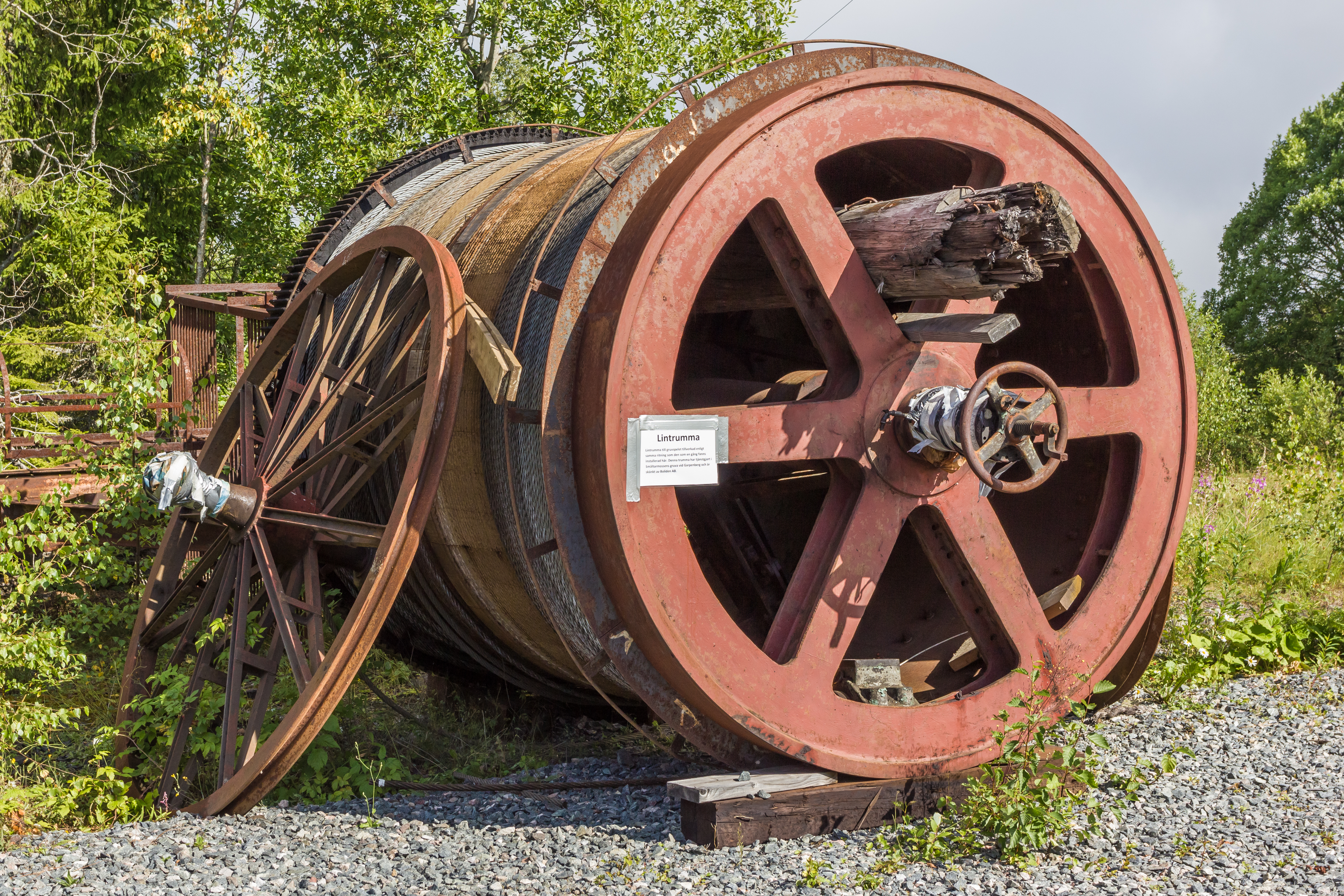
Lintrumma från Smältarmossgruvan.
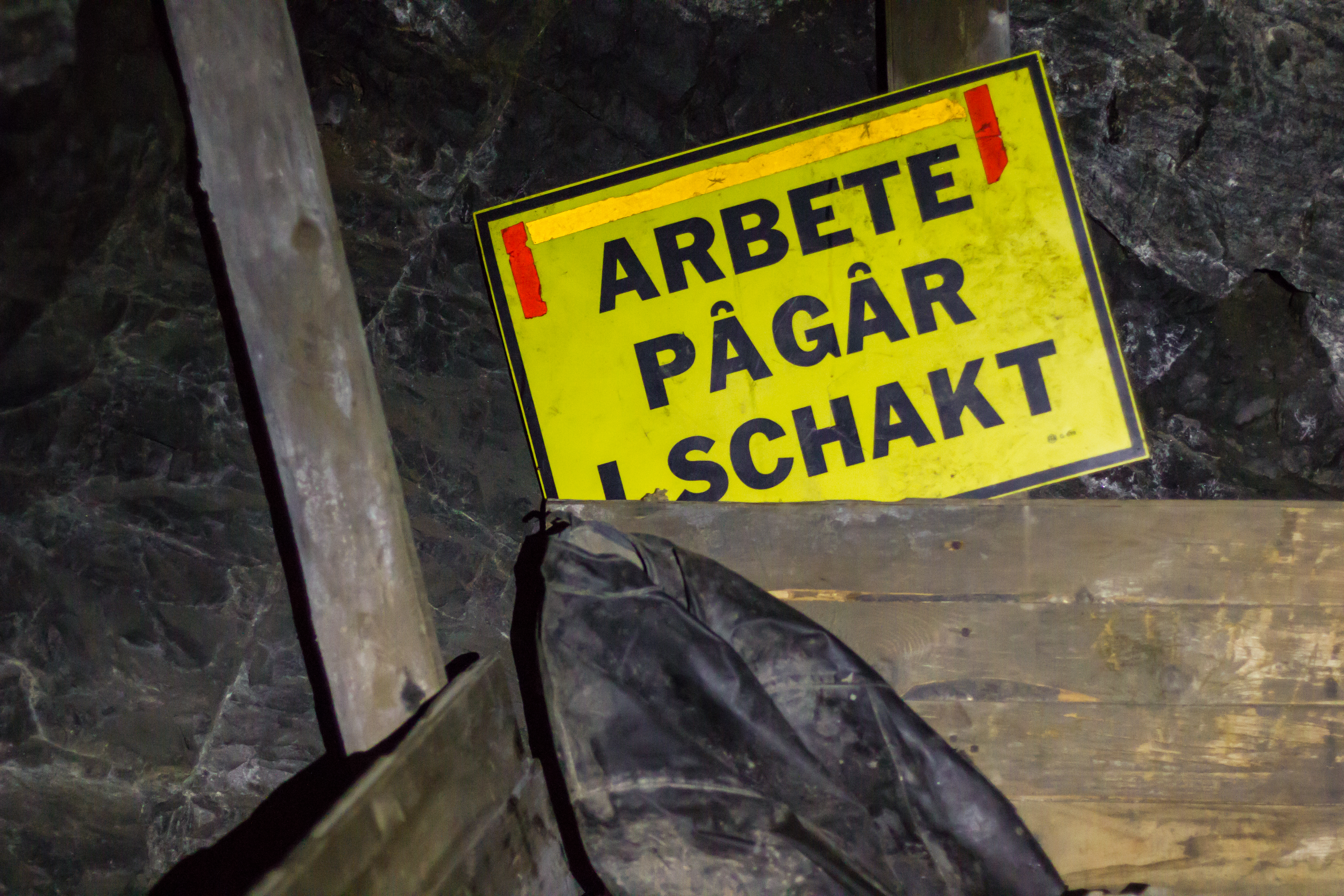
Detalj från personalutrymme under jord.
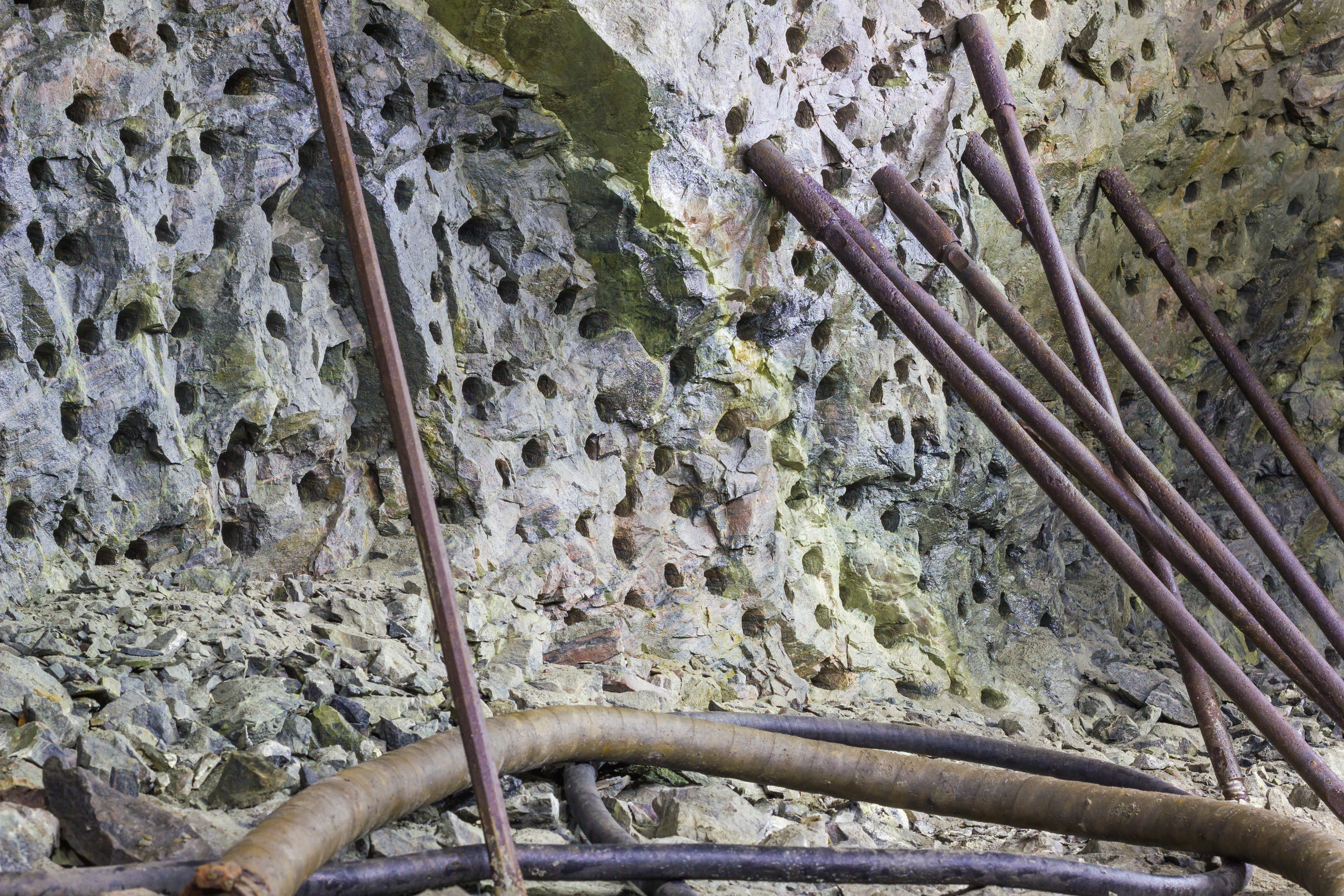
Hål efter utprovning av borrar.
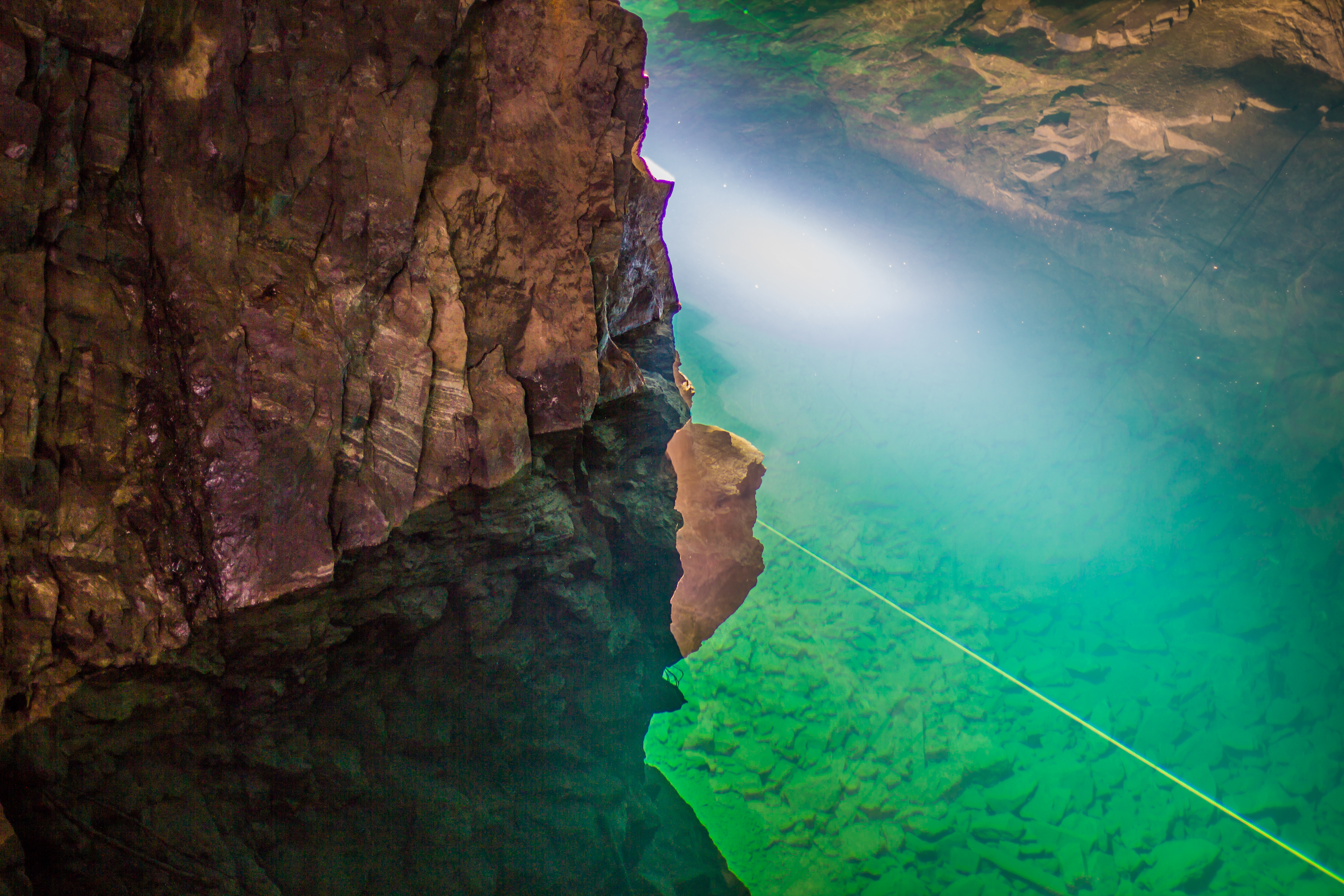
Dykleden.
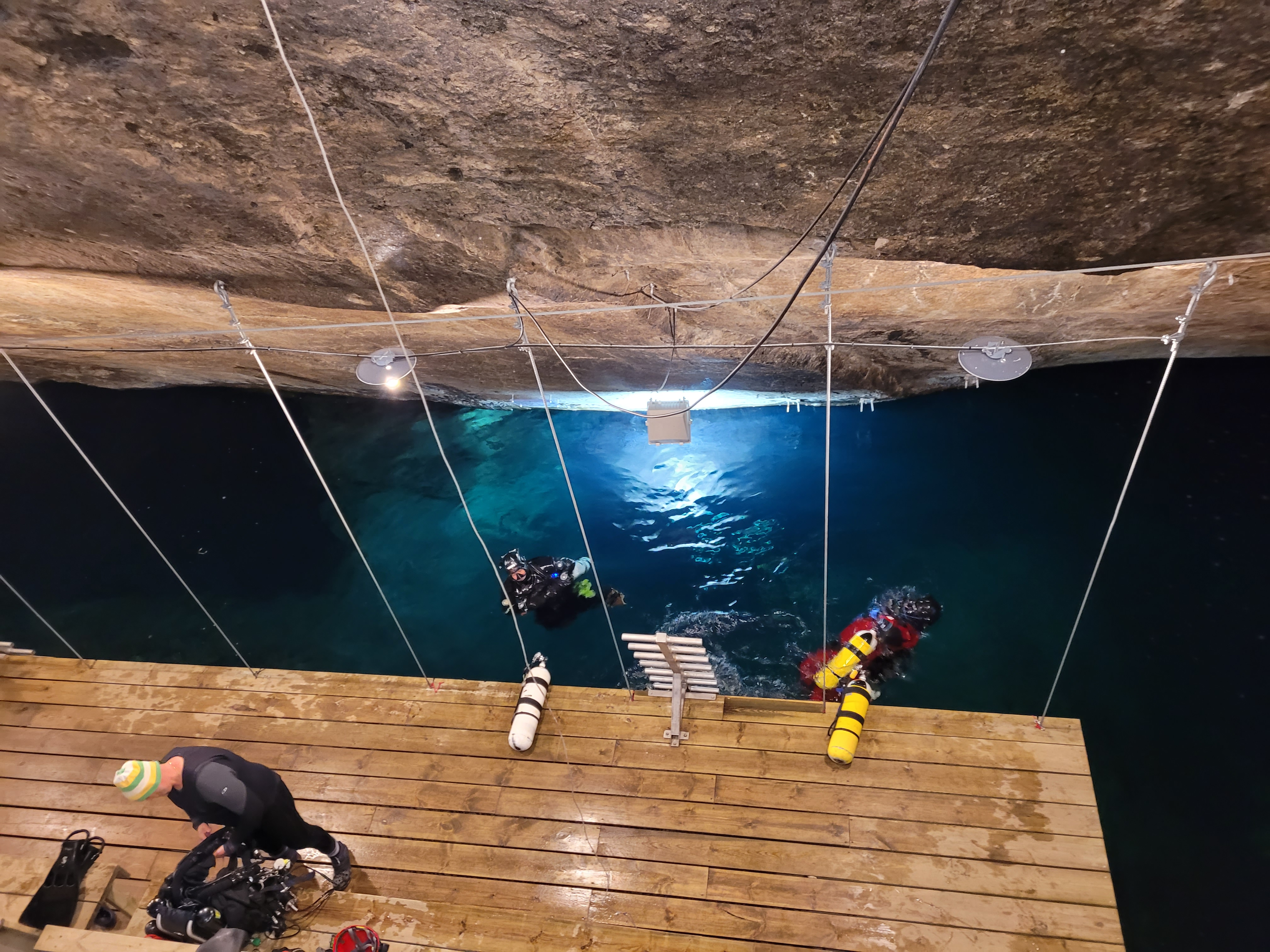
Dykare i vattnet och på dykbryggan inne i besöksgruvan.
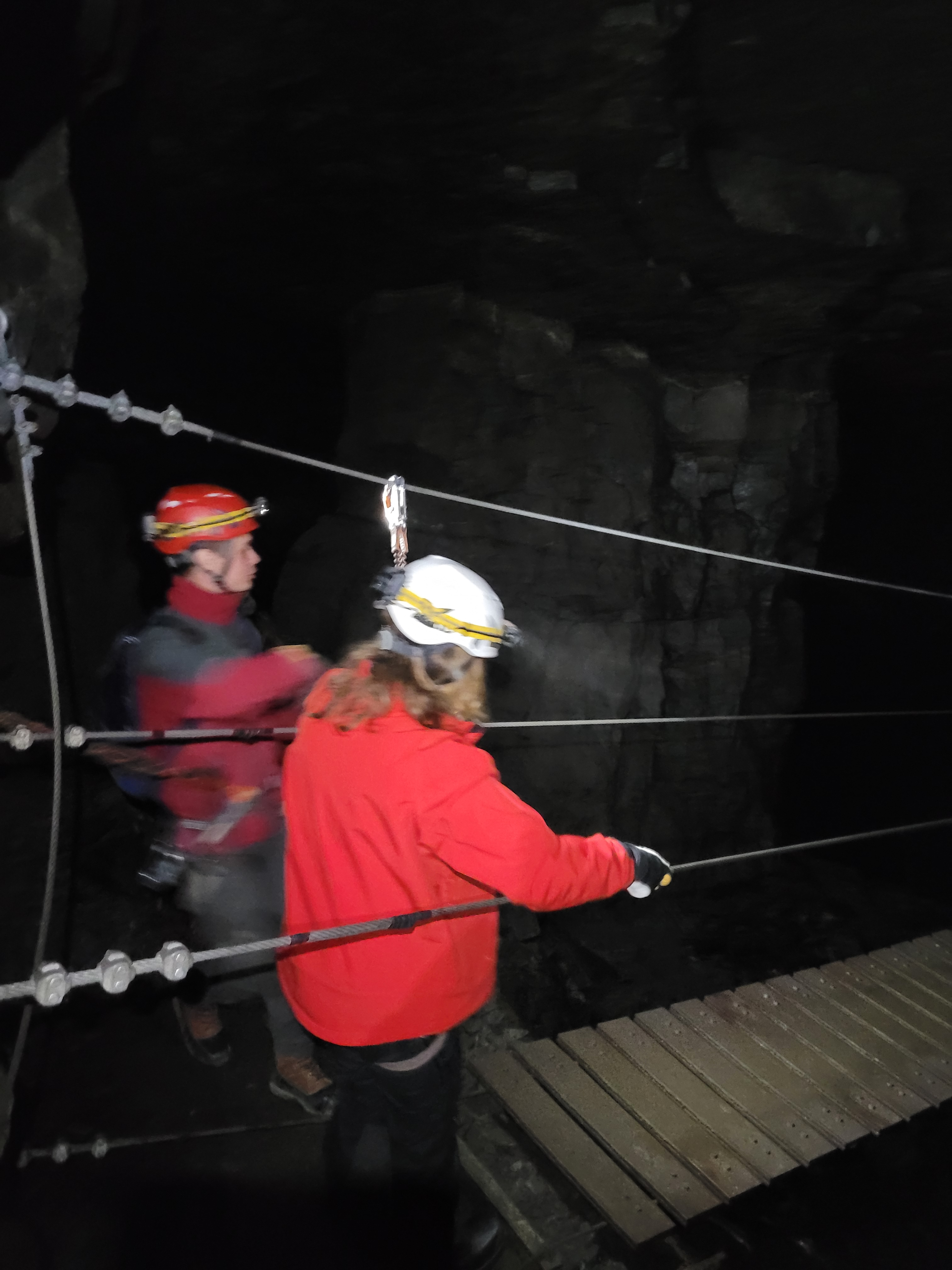
Besökare i äventyrsgruvan på väg att gå ut på en hängbro, säkrad med sele och wire.